# Dawid Janczyk
Dawid Janczyk (Nowy Sącz, 23 settembre 1987) è un calciatore polacco, attaccante del Jeziorak Iława.